# Ceraclea pulchra
Ceraclea pulchra är en nattsländeart som först beskrevs av Georg Ulmer 1912.  Ceraclea pulchra ingår i släktet Ceraclea och familjen långhornssländor. Inga underarter finns listade i Catalogue of Life.